# ريتشارد براينت (عالم نفس)
ريتشارد براينت (بالإنجليزية: Richard Bryant)‏ هو عالم نفس أسترالي، ولد في 17 أغسطس 1960.